# Mississippiflodens delta
Mississippiflodens delta er området i den sydlige del af staten Louisiana i USA, hvor Mississippifloden munder ud i den Mexicanske Golf. I et enormt delta, der strækker sig over cirka 12.000 km² fra Vermillion Bay i vest til Chandeleur-øerne i sydøst. Området er en del af Louisianas kystslette, som er et af de største kystnære vådområder i USA. Mississippi-floddeltaet er det syvendestørste floddelta og er en vigtig kystregion i landet med 37 % marsk. Dette kystområde er USAs største afvandingsområde, der afvander 41 % af den sammenhængende del af USA til den Mexicanske Golf med gennemsnitlig over 13.000 m³ vand i sekundet.
Man må ikke forveksle Mississippiflodens delta med Mississippi-deltaet, der er et indlandsdelta knap 500 km nordpå langs Mississippifloden staten Mississippi.
29°10′01″N 89°15′01″V / 29.1669°N 89.2503°V